# كاي فيشر
كاي فيشر (بالألمانية: Kai Fischer)‏ (و. 1934 – م) هي ممثلة، وكاتبة سيناريو، وكاتبة، وعارضة من ألمانيا. ولدت في براغ.

## وصلات خارجية
- كاي فيشر على موقع IMDb (الإنجليزية)
- كاي فيشر على موقع مونزينجر (الألمانية)
- كاي فيشر على موقع ألو سيني (الفرنسية)
- كاي فيشر على موقع أول موفي (الإنجليزية)
- كاي فيشر على موقع قاعدة بيانات الأفلام السويدية (السويدية)
- كاي فيشر على موقع ديسكوغز (الإنجليزية)
- كاي فيشر على موقع قاعدة بيانات الفيلم (الإنجليزية)
- كاي فيشر على موقع كينوبويسك (الروسية)